# 海湾航空771号班机空难
海湾航空771号班机是由巴基斯坦卡拉奇飞往阿拉伯联合酋长国阿布扎比的国际航班。1983年9月23日，执飞该航班的波音737型客机即将抵达阿布扎比国际机场时，行李舱发生了爆炸。飞机坠落在阿布扎比和迪拜之间的沙漠中。机上112人全部死亡，乘客大多为回国与家人共度古尔邦节后返回阿联酋和巴林工作的巴基斯坦公民。这是阿联酋民航史上最严重的事故。

## 事后调查
美国国家运输安全委员会调查了本次空难。在英国籍空服员家属的压力下，英国保守党议员杜德利·史密斯于1987年9月公布了调查报告。机上的空服人员包括两名英国人和一名巴林人。
调查报告描述了事故发生前几分钟时驾驶室里的情景。飞机渐渐坠入沙漠时，阿曼籍机长沙乌德·金迪不断地祈祷。他身边是巴林籍副机长哈扎尔·卡迪。报告中披露了两人交谈的一些细节：其中一人被问到第二天是否上班，他回答道“不，明天我休息”。之后谈话突然中断，两名飞行员手忙脚乱地想要控制飞机，但最终还是发生了悲剧。
调查组认为货舱里的炸弹是导致本次空难的主因。主要原因如下：
- 有一名乘客在卡拉奇机场办理了登机手续，但没有登机；
- 坐在货舱正上方的乘客的伤势最严重；
- 正常飞行的过程突然中断；
- 从黑匣子提取出的数据能够证明事故是怎样发生的。

## 关于恐怖袭击
机上的炸弹由自巴勒斯坦民族解放运动（法塔赫）分出的阿布·尼达尔组织为说服沙特阿拉伯向其首领阿布·尼达尔交付保护费以避免领土遭袭而放置。乘客的死亡报告上显示的死亡原因为窒息。
至2017年8月，海湾航空仍使用771号航班运营巴基斯坦首都伊斯兰堡和巴林之间的航线。